# Cloperastine
Cloperastine (INN) hoặc cloperastin, còn được gọi là cloperastine hydrochloride (JAN) (tên thương hiệu Hustazol, Nitossil, Seki) và fendizoate cloperastine (hoặc hybenzoate), là một chống ho và thuốc kháng histamin được bán trên thị trường như một ức chế ho trong Nhật Bản, Hồng Kông, và ở một số nước châu Âu. Nó được giới thiệu lần đầu tiên vào năm 1972 tại Nhật Bản, và sau đó ở Ý vào năm 1981. Cơ chế hoạt động chính xác của cloperastine chưa hoàn toàn rõ ràng, nhưng một số hoạt động sinh học khác nhau đã được xác định cho thuốc, bao gồm: phối tử của thụ thể σ 1 (K i = 20 nM) (có thể là chất chủ vận), Trình chặn kênh GIRK (được mô tả là "mạnh"), thuốc kháng histamine (K i = 3,8 nM đối với thụ thể H1), và anticholinergic. Người ta cho rằng hai tính chất sau này góp phần gây ra tác dụng phụ, chẳng hạn như an thần và buồn ngủ, trong khi hai thuộc tính trước có thể liên quan hoặc chịu trách nhiệm về hiệu quả chống ho của cloperastine.